# Krześlin (gmina)
Krześlin (od 1973 Suchożebry) – dawna gmina wiejska istniejąca do 1954 w woj. lubelskim/warszawskim. Siedzibą władz gminy był Krześlin.
W okresie międzywojennym gmina należała do powiatu siedleckiego w woj. lubelskim. Po wojnie gmina zachowała przynależność administracyjną. 1 stycznia 1949 gmina wraz z całym powiatem siedleckim została przeniesiona do woj. warszawskiego. Według stanu 1 lipca 1952 gmina składała się z 14 gromad. 1 września 1952 część obszaru gminy Krześlin przyłączono do gmin Skupie i Tarków.
Gmina została zniesiona 29 września 1954 wraz z reformą wprowadzającą gromady w miejsce gmin. Jednostki nie przywrócono 1 stycznia 1973 po reaktywowaniu gmin, utworzono natomiast jej terytorialny odpowiednik, gminę Suchożebry.